# Ernesto de Melo Batista
Ernesto de Mello Baptista (Natal,15 de dezembro de 1907 —  Rio de Janeiro, 14 de outubro de 1973) foi um Almirante-de-Esquadra brasileiro.
Filho do engenheiro José Luiz Baptista e de Maria Leopoldina de Mello Baptista.
Foi ministro da Marinha do Brasil no governo Castelo Branco, de 20 de abril de 1964 a 18 de janeiro de 1965.